# Schudutz
Schudutz ist eine Streusiedlung und eine Katastralgemeinde der Stadtgemeinde Haag im Bezirk Amstetten in Niederösterreich.

## Geschichte
Laut Adressbuch von Österreich waren im Jahr 1938 in Schudutz zahlreiche Landwirte ansässig.
Im Jahr 1944 wurden in einem landwirtschaftlichen Anwesen ungarische Juden als Zwangsarbeiter eingesetzt.

## Siedlungsentwicklung
Zum Jahreswechsel 1979/1980 befanden sich in der Katastralgemeinde Schudutz insgesamt 70 Bauflächen mit 45490 m² und 73 Gärten auf 284307 m², 1989/1990 waren es ebenso 70 Bauflächen. 1999/2000 war die Zahl der Bauflächen auf 72 angewachsen und 2009/2010 waren es 78 Gebäude auf 111 Bauflächen.

## Landwirtschaft
Die Katastralgemeinde ist landwirtschaftlich geprägt. 488 Hektar wurden zum Jahreswechsel 1979/1980 landwirtschaftlich genutzt und 66 Hektar waren forstwirtschaftlich geführte Waldflächen. 1999/2000 wurde auf 504 Hektar Landwirtschaft betrieben und 75 Hektar waren als forstwirtschaftlich genutzte Flächen ausgewiesen. Ende 2018 waren 503 Hektar als landwirtschaftliche Flächen genutzt und Forstwirtschaft wurde auf 76 Hektar betrieben. Die durchschnittliche Bodenklimazahl von Schudutz beträgt 45 (Stand 2010).